# توزيع الكهرباء

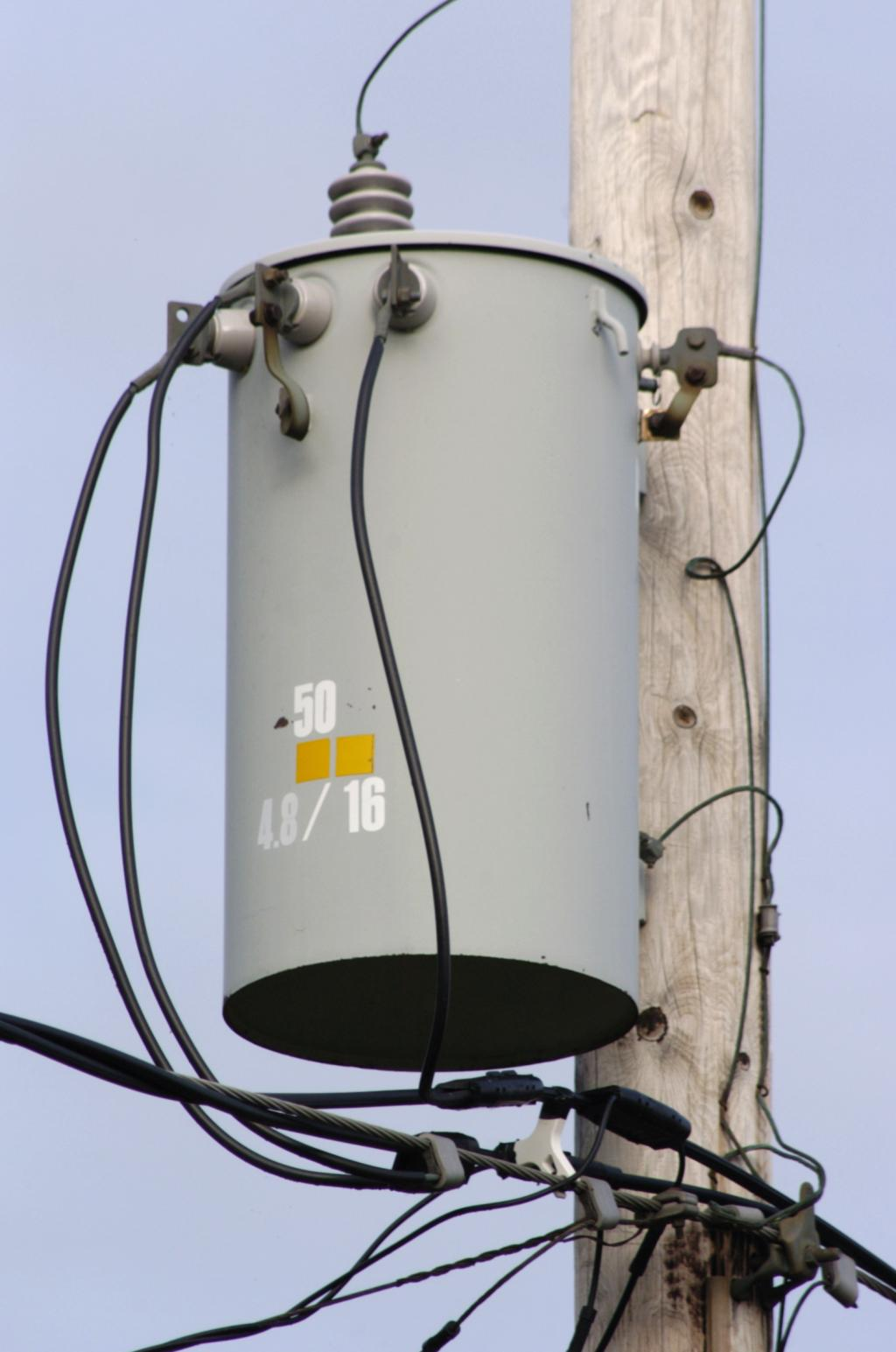

تعتبر خطوط الطاقة عامة ذات الفولطية المتوسطة (اقل من 50 كيلوفولت), فولطية منخفضة (اقل من 1000 فولت)
ويمر عبر مراحل المرحلة الأولى هي التوليد: وهي تحول الطاقة من أي شكل إلى كهرباء
نقل الكهرباء هي نقل الطاقة الكهربائية من (المولد generator) إلى المستخدم (load, user), فهذي الخطوات تسمى «شبكه النقل الكهربائي»
تبدأ بالمولد Generator station , معظم الحالات تكون خارج المدن
يتصل بها "خطوط النقل Transmission:
تنحدر بين 440kV - 33kV
منها نوعين "خطوط نقل هوائيه Over headline OHL
أو كيبيلات ارضيه "Underground Cables"
الخطوط الهوائية تعتبر النوع الأقدم من طرق النقل- الامان والصيانة فيها أكثر مقارنه بالكيبيلات الأرضية لتأثرها في حالات العواصف والرمل والمطر.. الخ لكنها تعتبر وسيله ارخص للمسافات الطويلة مقارنه بالكيبلات الأرضية
الكيبيلات الأرضية لها أنواع متعدده- مبدأها انها تكون تحت الأرض لتوصيل الكهرباء current التيار من محطه إلى أخرى
كيبيلات oil filled معبأه بالزيت حيث يمر بها الزيت- تعتبر أقدم أنواع الكابلات- صيانتها أكثر من أي نوع آخر لكن عمرها يعتبر أطول- وطاقتها الاستحماليه للحراره كبيره جدا
كيبيلات XLPE ذو نوع عازل خاص.
المحطات الكهربائية للنقل الكهربائي تحتوي على محول "transformer" يحول من جهد أعلى إلى اقل أو العكس
مثلا 66/11 يعني يحول من 66 ك.ف إلى 11 ك.ف.

## اقرأ أيضا
- أخطار الكهرباء
- جهد بين الرجلين